# Championnats du monde de triathlon longue distance 2019
Navigation
Édition précédente Édition suivante
Les championnats du monde de triathlon longue distance 2019, 26e édition de la compétition, ont lieu le 4 mai 2019 à Pontevedra en Espagne. Ils sont organisés dans le cadre du Multisport World Championship Festival qui réunit plusieurs championnats mondiaux de sports gérés par la Fédération internationale de triathlon (ITU).

## Organisation
L'épreuve longue distance se déroule dans le cadre du festival de triathlon organisé par la Fédération internationale de triathlon en collaboration avec la Fédération d’Espagne de triathlon du 5 au 6 mai 2019. Pour des raisons de température de l'eau et de sécurité des triathlètes la partie natation est réduite à 1,5 kilomètre au lieu des 3 prévus. Les départs des élites hommes et femmes sont simultanées, les paratriathlètes et les classes d'ages prennent le départ par vagues successives.

## Résumé de course
Le course est ouverte par le départ des triathlètes masculins suivi de cinq minutes par celui des féminines. Le trio de tête sortant de l'eau après les 1500 mètres de natation est composé de l'Espagnol Francisco Javier Gómez Noya du Danois Daniel Bækkegard et du Français Sébastien Fraysse. Dès la partie vélo, une échappée se forme à laquelle s'est rajouté le Néo-Zélandais Terenzo Bozzone et le tenant du titre Pablo Dapena González, ils sont rejoints par huit autres compétiteurs pour former un groupe de 13 coureurs. Au fil des 113 kilomètres et du tempo élevé de la tête de course, les prétendants au titre ne sont plus que huit à arriver assez groupés à la seconde transition, pour entamer la course à pied. Francesco Javier Gomez, en favori de l'épreuve, va rapidement prendre l'avantage sur tous les concurrents et sans grande difficulté ajouter un 8e titre mondial toutes spécialités confondues à son prestigieux palmarès. Son compatriote prend la seconde place devant le Néo-Zélandais qui connait une défaillance dans la dernière épreuve, la troisième place revient au Slovène Jaroslav Kovacic auteur d'une fin de course remarquable. Deux Français se classe dans le « top 10 » de ce championnat du monde, Antony Costes et  Sébastien Fraysse,.
Chez les féminines, la course est plus ouverte, la natation est emmenée par la Danoise Camilla Pedersen qui sort en tête de l'eau suivie de la Française Manon Genêt. Dès le premier tour de vélo, la Française imprime un fort tempo sur le circuit, qui voit quelques prétendantes lâcher prises, pour lui permettre d'arriver à la seconde transition avec seulement deux concurrentes, la Danoise et la Belge Alexandra Tondeur. Plus efficace lors de la transition, Manon Genet s’élance en premier sur les 30 kilomètres de l’épreuve de course à pied. Camilla Pedersen ne peut soutenir le rythme et lâche rapidement prise pour abandonner. Alexandra Tondeur, va peu à peu remonter les secondes qui la séparent de la tête de course et reprend la Française au 15e kilomètre du circuit qui ne peut résister et laisse partir la Belge vers son premier titre mondial. Elle franchit la ligne d'arrivée avec une grande émotion et remporte le titre de championne du monde de triathlon longue distance devançant les Espagnoles Judith Corachán et Anna Noguera. La Française Manon Genêt prend la quatrième place,.

## Palmarès
« Top 10 » hommes et femmes du championnat du monde longue distance 2019.
| Rang               | Nom                    | Pays | Temps           |
| ------------------ | ---------------------- | ---- | --------------- |
| Médaille d'or      | Francisco Javier Gómez |      | 5 h 5 min 35 s  |
| Médaille d'argent  | Pablo Dapena González  |      | 5 h 11 min 21 s |
| Médaille de bronze | Jaroslav Kovačič       |      | 5 h 12 min 2 s  |
| 4                  | Kristian Høgenhaug     |      | 5 h 12 min 9 s  |
| 5                  | Antony Costes          |      | 5 h 14 min 18 s |
| 6                  | Daniel Bækkegård       |      | 5 h 15 min 4 s  |
| 7                  | Terenzo Bozzone        |      | 5 h 15 min 22 s |
| 8                  | Miki Taagholt          |      | 5 h 15 min 29 s |
| 9                  | Andrey Bryukhankov     |      | 5 h 17 min 41 s |
| 10                 | Sébastien Fraysse      |      | 5 h 18 min 40 s |

| Rang               | Nom                     | Pays | Temps           |
| ------------------ | ----------------------- | ---- | --------------- |
| Médaille d'or      | Alexandra Tondeur       |      | 5 h 48 min 1 s  |
| Médaille d'argent  | Judith Corachán         |      | 5 h 50 min 6 s  |
| Médaille de bronze | Anna Noguera            |      | 5 h 51 min 3 s  |
| 4                  | Manon Genêt             |      | 5 h 54 min 16 s |
| 5                  | Maja Stage Nielsen      |      | 5 h 57 min 13 s |
| 6                  | Emma Bilham             |      | 5 h 57 min 51 s |
| 7                  | Åsa Lundström           |      | 6 h 2 min 54 s  |
| 8                  | Gurutze Frades Larralde |      | 6 h 7 min 30 s  |
| 9                  | Saleta Castro           |      | 6 h 8 min 23 s  |
| 10                 | Maki Nishioka           |      | 6 h 11 min 23 s |

## Paratriathlon
|        | Rang          | PTS2 | PTS3 | PTS4                        | PTS5                 | PTWC                           | PTVI                        |
| ------ | ------------- | ---- | ---- | --------------------------- | -------------------- | ------------------------------ | --------------------------- |
| Hommes | Médaille d'or | PC   | PC   | Jesus Miguel Sánchez Felipe | Antonio Franco Salas | (ITU) Antonio Daniel Muller H1 | Daniel Llambrich Gabriel B2 |
| Femmes | Médaille d'or | PC   | PC   | PC                          | PC                   | PC                             | PC                          |

## Distances
| Distances course (kilomètres) | Distances course (kilomètres) | Distances course (kilomètres) |
| Natation                      | Vélo                          | Course à pied                 |
| ----------------------------- | ----------------------------- | ----------------------------- |
| 1.5                           | 113                           | 30                            |